# Iván Kovács
Iván Kovács (n. 8 februarie 1970, Budapesta, Republica Populară Ungară) este un scrimer maghiar, medaliat olimpic. A participat la 5 ediții ale Jocurilor Olimpice (1992, 1996, 2000, 2004, 2008) în care a câștigat o medalie de argint.